# 디키르히구

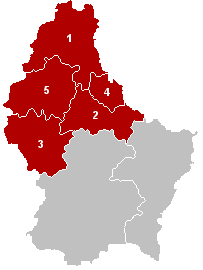
디키르히 구의 위치

디키르히구(룩셈부르크어: Distrikt Dikrech, 독일어: Distrikt Diekirch, 프랑스어: District de Diekirch)는 룩셈부르크를 구성하는 3개의 구 가운데 하나이며 5개 주와 43개 지방 자치체를 관할한다.
1. 클레르보주 (Clervaux): Consthum, Heinerscheid, Hosingen, Munshausen, Troisvierges, Weiswampach, Wincrange
2. 디키르히주 (Diekirch): Bettendorf, Bourscheid, Diekirch, Ermsdorf, Erpeldange, Ettelbruck, Feulen, Hoscheid, Medernach, Mertzig, Reisdorf, Schieren
3. 레당주주 (Redange): Beckerich, Ell, Grosbous, Préizerdaul, Rambrouch, Redange, Saeul, Useldange, Vichten, Wahl
4. 비앙덴주 (Vianden): Putscheid, Tandel, Vianden
5. 빌츠주 (Wiltz): Boulaide, Esch-sur-Sûre, Eschweiler, Goesdorf, Heiderscheid, Kiischpelt, Lac de la Haute-Sûre, Neunhausen, Wiltz, Winseler

북쪽으로는 벨기에 왈롱 지역의 리에주주, 서쪽으로는 벨기에 뤽상부르주, 남쪽으로는 룩셈부르크 구, 남동쪽으로는 그레벤마허 구, 동쪽으로는 독일 라인란트팔츠주와 접한다.

## 정보
- 행정 중심지: 디키르히 시
- 면적: 1,157.24km2 (면적 순위로는 1위)
- 인구: 68,123명 (2002년 1월 1일 기준, 인구 순위로는 2위)
- 인구 밀도: 58.8명/km2
- ISO 3166-2:LU 코드: LU-D